# Thomas Salmon
Thomas Salmon, né en 1679 à Meppershall (Bedfordshire) et mort le 20 janvier 1767 à Londres, est un historien et géographe anglais.

## Biographie

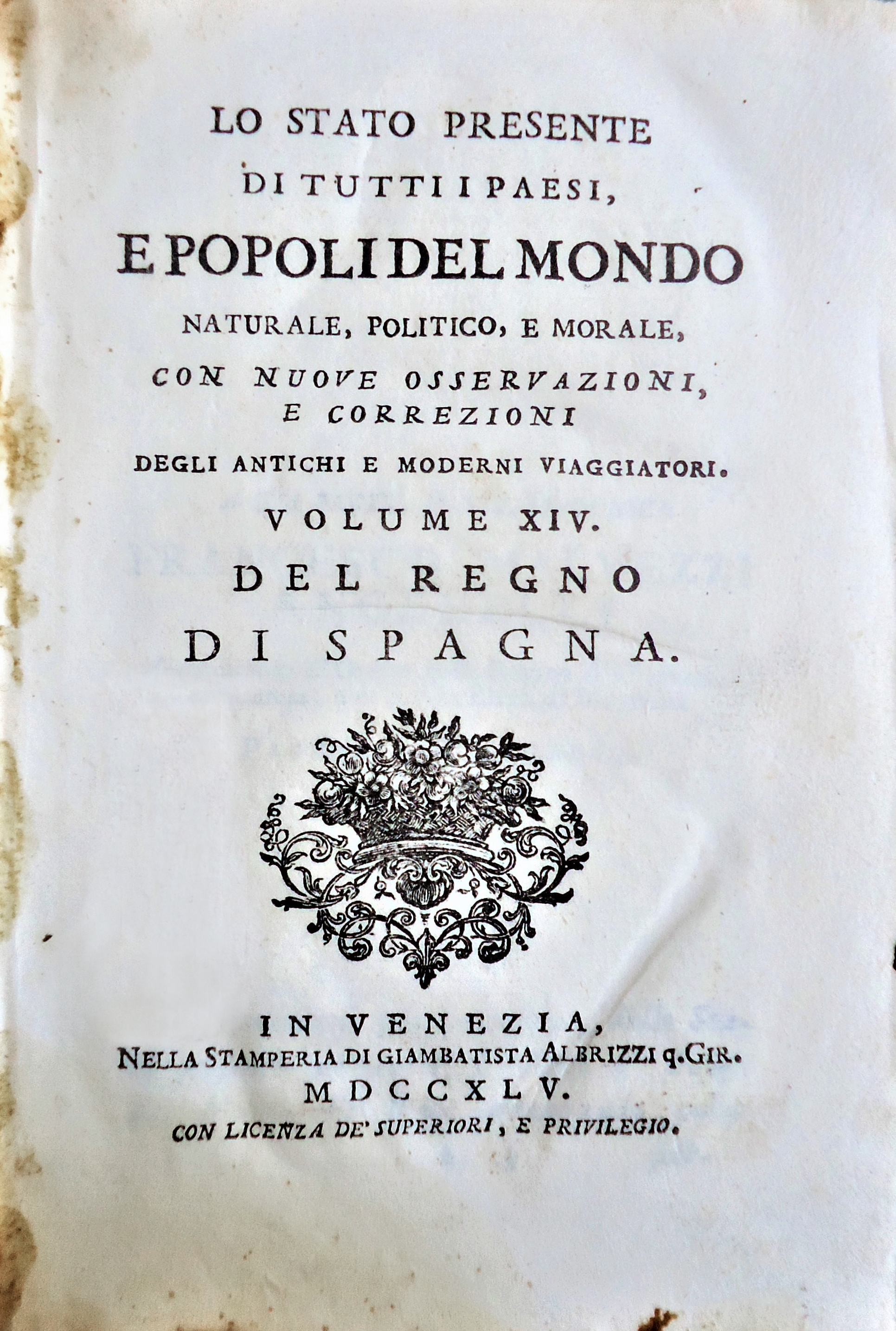
Salmon, Historia moderna Spagna, vol. XIV, 1745

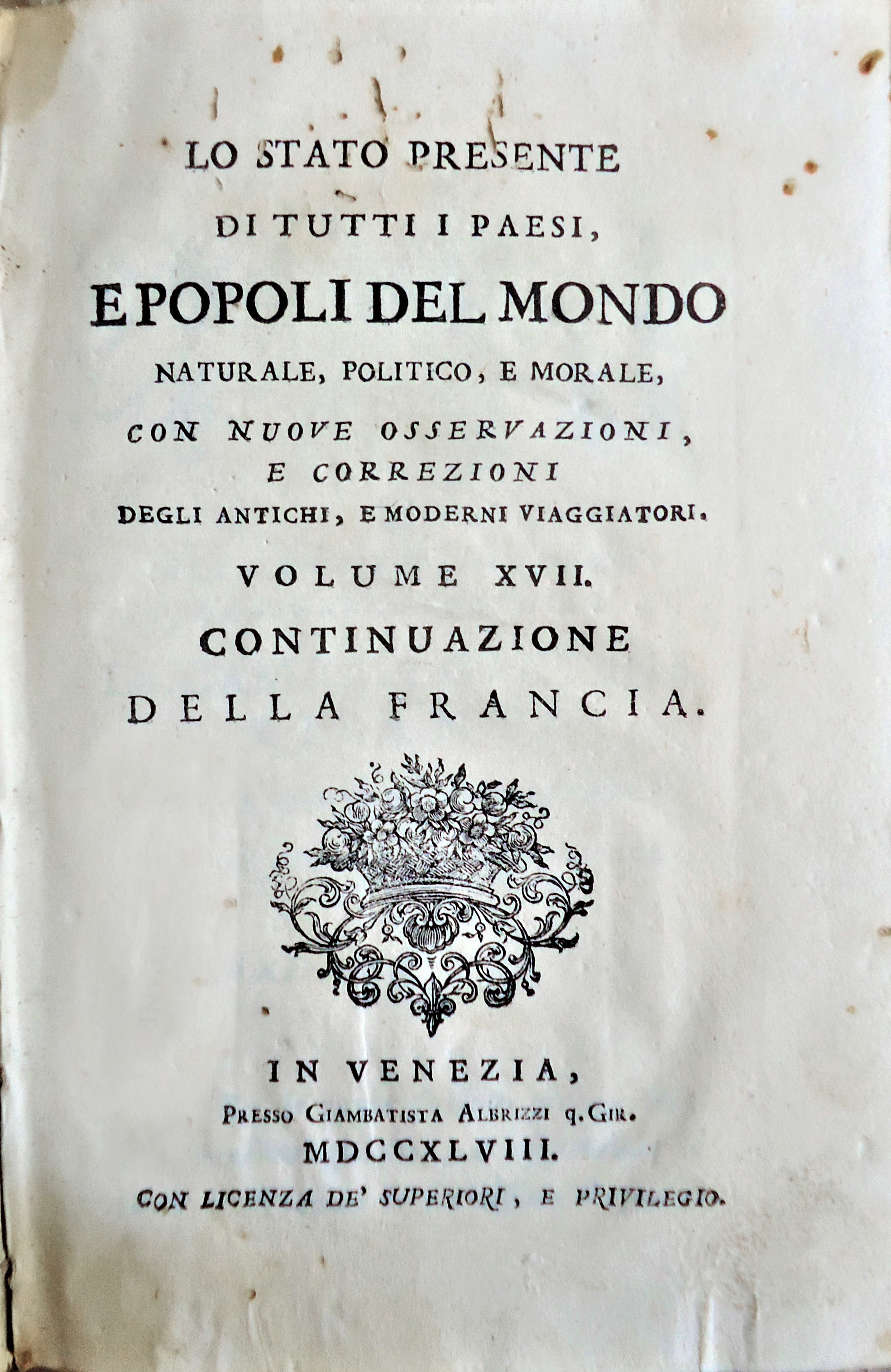
Salmon, Historia moderna Francia, vol. XVI, 1748

Né à Meppershall dans le Bedfordshire, baptisé le 2 février 1679, Thomas Salmon est le fils du musicologue Thomas Salmon (en) (1648-1706) et de sa femme Katherine, fille du juge John Bradshaw. Nathanaël Salmon était son frère aîné. Selon William Cole (en), il a rédigé une grande partie de son œuvre à Cambridge, où il a dirigé un café. Puis il est parti s’installer à Londres. Il a également voyagé en Europe.
En 1739 et 1740, il a accompagné George Anson dans son voyage autour du monde. Il est mort le 20 janvier 1767.

## Publications
- A Review of the History of England, as far as it relates to the Titles and Pretensions of four several Kings, and their Respective Characters, from the Conquest to the Revolution, Londres, 1722 ; deuxième édition en deux volumes, Londres, Charles Rivington, 1724.
- An Impartial Examination of Bishop Burnet’s History of his own Times, deux volumes, Londres, 1724.
- Bishop Burnet’s Proofs of the Pretender’s Illegitimacy … compared with the Account given by other writers of the same fact, deux volumes, Londres, 1724.
- A Critical Essay concerning Marriage… by a Gentleman, Londres, 1724 ; deuxième édition la même année sous le nom de Salmon.
- The Characters of the several Noblemen and Gentlemen that have died in the Defence of their Princes, or the Liberties of their Country. Together with the Characters of those who have suffer’d for Treason and Rebellion for the last three hundred years, Londres, 1724.
- The Chronological Historian, containing a regular Account of all material Transactions and Occurrences, Ecclesiastical, Civil, and Military, relating to the English affairs, from the Invasion of the Romans to the Death of King George I, Londres, 1733 ; troisième édition augmentée jusqu’à la quatorzième année de George II, deux volumes, Londres, 1747. Traduction française par Garrigue de Froment en deux volumes, Paris, 1751.
- A New Abridgment and Critical Review of the State Trials and Impeachments for High Treason, Londres, 1738.
- Modern History, or the Present State of all Nations… illustrated with Cuts and Maps… by Herman Moll, trois volumes, Londres, 1739 ; troisième édition en trois volumes, Londres, 1744-1746. Il s’agit de son œuvre principale. Elle a été abrégée, poursuivie et publiée sous divers noms fictifs. Une traduction hollandaise, en quarante-quatre parties, a été publiée à Amsterdam entre 1729 et 1820 ; une traduction italienne, en vingt-trois volumes, à Venise entre 1740 et 1761.
- The Present State of the Universities, and of the five adjacent Counties of Cambridge, Huntingdon, Bedford, Buckingham, and Oxford, Londres, 1744. Seul un volume a été publié, sur l’histoire du comté, de la ville et de l’université d’Oxford.
- General Description of England, and particularly of London, the Metropolis, deux volumes, [date ?].